# سوما سانتوکی
سوما سانتوکی (انگلیسی: Soma Santoki؛ زادهٔ ۶ ژوئن ۲۰۰۵) بازیگر است. وی از سال ۲۰۱۰ میلادی تاکنون مشغول فعالیت بوده‌است.